# Ole Jacob Broch

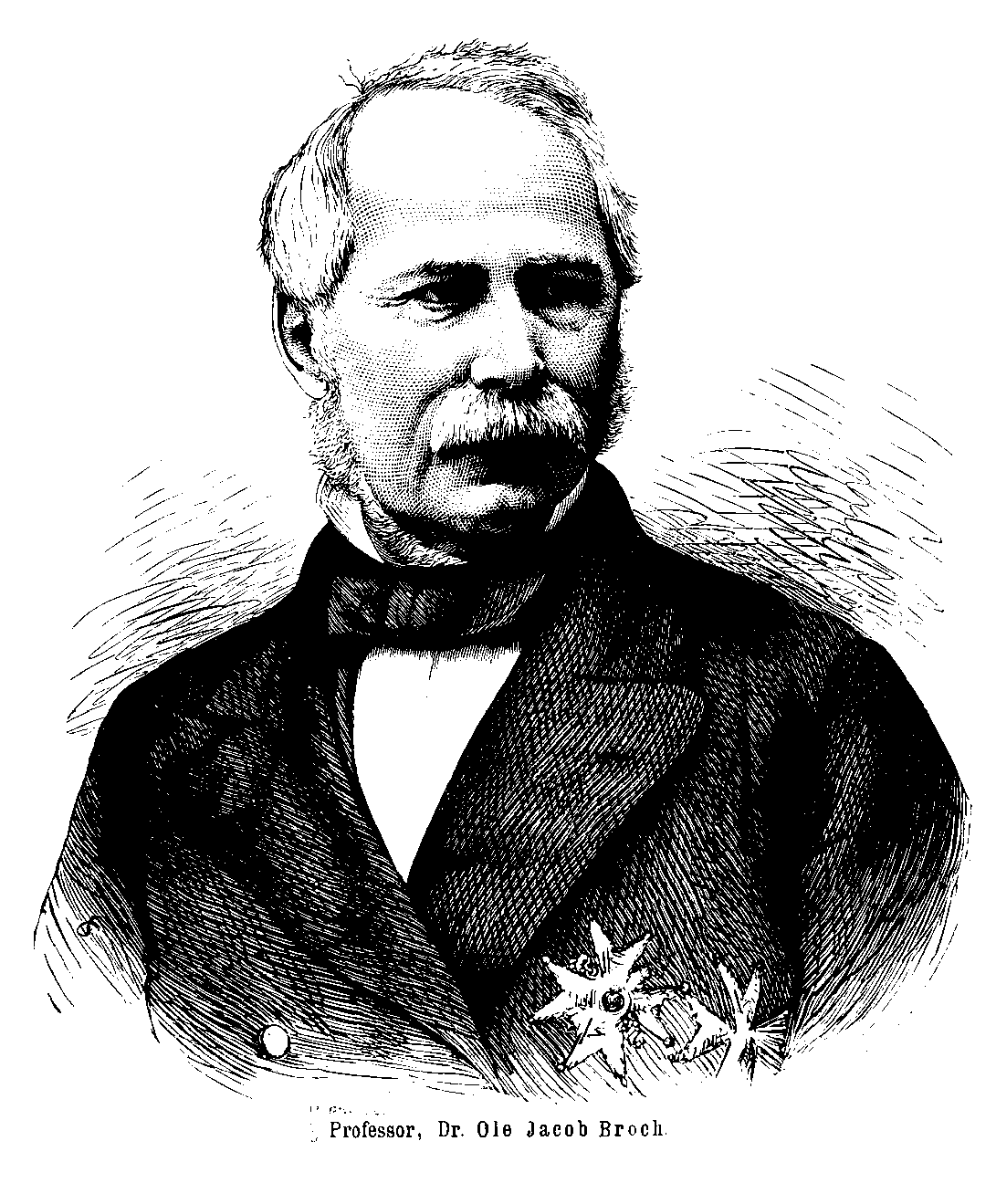
Ole Jacob Broch

Ole Jacob „Ola-Jacob“ Broch (* 14. Januar 1818 in Fredrikstad; † 5. Februar 1889 in Sèvres bei Paris) war ein norwegischer Wissenschaftler und Politiker. Er war Professor für Mathematik, Schulreformator, Verfasser von Lehrbüchern und Staatsrat.

## Jugend und Ausbildung
Seine Eltern waren der Kriegskommissar Johan Jørgen Broch (1791–1860) und dessen Frau Jensine Laurentze Bentzen (1790–1877). Er heiratete am 27. Oktober 1843 Friederike Ernestine Wilhelmine Schmidt (* 5. Februar 1823; † 13. Oktober 1901), Tochter des Tafeldeckers Friedrich Wilhelm Schmidt in Berlin und dessen Frau Louise Wilhelmine Guthertz.
Broch erhielt seine erste Unterweisung in höherer Mathematik mit elf Jahren von seinem Onkel, dem späteren Generalmajor Theodor Broch (1796–1863). Zur Schule ging er in die Kathedralschule von Kristiansand und später im Institut des Oberlehrers Møller in Christiania. 1835 legte er das Examen artium ab und unterrichtete neben seinem Studium an Møllers Institut. Er war ein guter Student und weckte Hoffnungen, dass er Nachfolger des Mathematikers Abel werden würde.

## Der Wissenschaftler und Schulpolitiker
1840 bis 1842 hatte er ein Auslandsstipendium. Er kam auch nach Paris, wo er gut aufgenommen wurde. Er arbeitete dort in Abelscher Tradition über elliptische Funktionen und Abelsche Integrale. Ihn interessierte besonders die Lichttheorie von Augustin Louis Cauchy, und diese Theorie regte ihn zu eigenen Arbeiten an. Er wandte sich der Optik zu und befasste sich mit verschiedenen mathematisch-physikalischen Problemen. Später reiste er nach Berlin und Königsberg, wo er optische Experimente durchführte. Ein weiteres Feld, zu dem er im Ausland angeregt wurde, war die Statistik. Seine mathematischen Forschungen brachten ihn zum einen zur Physik und Mechanik, zum anderen zur Statistik und Ökonomie. 1842 wurde er Stipendiat für reine und angewandte Mathematik und mathematische Physik. Er gab die Stelle aber 1843 auf, um mit seinem Freund Hartvig Nissen dessen Latein- und Realschule zu gründen.
Hier setzte er sich für die Erhöhung des Niveaus der Realschulausbildung ein. Diese Schule wurde zum Muster für die späteren Reformen im öffentlichen Schulwesen. Sie lagen in einem schon vor 1800 entstandene Trend, die naturwissenschaftliche Ausbildung zu Lasten der Geisteswissenschaften auszuweiten. Dabei setzte er sich besonders für die Realschullehrerausbildung an der Universität ein und setzte ein besonderes Realschullehrerexamen durch, was eine Neuerung war. 1847 war er der Erste, der seine Doktorarbeit auf Norwegisch einreichte: Lovene for Lysets Forplantelse i isophane og eenaxig krystalliserede Legemer (Gesetze der Lichtausbreitung in isophanen und einachsig kristallisierten Körpern), ein Thema, das ihn schon in Paris interessiert hatte.
Die Mathematik war an der Universität in zwei Gebiete aufgeteilt, die reine und die angewandte Mathematik. Christopher Hansteen hatte den Lehrstuhl für angewandte Mathematik und Astronomie, Bernt Michael Holmboe den für reine Mathematik. 1848 wurde Broch zum außerordentlichen Lektor für angewandte Mathematik mit der Zusage, denjenigen der beiden Lehrstühle zu bekommen, der als Erster frei würde. Als Lektor sollte er Hansteen von seiner großen Arbeitsbelastung entlasten. Als Holmboe 1850 unerwartet starb, erhielt er dessen Lehrstuhl für reine Mathematik. Er las allerdings trotzdem weiterhin über Maschinenlehre. 1858 wurde er Professor. Er lehrte bis 1869 und von 1872 bis 1879. In dieser Zeit verfasste er auch Lehrbücher, die eine verbesserte Ausbildung in den Realschulen ermöglichen sollten. So kam 1854 sein Hauptwerk Lehrbuch der Mechanik in Berlin heraus. Weitere Lehrbücher befassten sich mit Arithmetik, Algebra, deskriptiver Geometrie, bestimmten Integralen, analytischer Geometrie der Ebene, analytischer Stereometrie und Trigonometrie. 1843 bis 1858 unterrichtete er auch das Militär, erst an der Kriegsschule, später auch an der Militärischen Hochschule. Hier begann er ebenfalls damit, das Niveau anzuheben und unterrichtete in moderner Mathematik, deskriptiver Geometrie und später auch in Naturlehre.

## Gesellschaftliche Aufgaben
Broch engagierte sich auch in allgemeinen gesellschaftlichen Problemen. 1847 gründete er Christiania almindelige, gjensidige Forsørgelsesanstalt (Christianias allgemeine gegenseitige Versorgungsanstalt), die erste Lebensversicherung im modernen Sinne in Norwegen. 1852 trat er in die Direktion von Kongeriget Norges Hypothekbank ein und spielte eine zentrale Rolle bei der Gründung von Den norske Creditbank 1857. In der Versicherung nutzte er seine Kenntnisse zur Erstellung von Mortalitätstabellen, Statistiken und anderen Tabellen. Er war Norwegens erster Versicherungsmathematiker.
1868 war er Vorsitzender der Ingeniørkommisjon, einem beratenden und koordinierenden Organ für alle öffentlichen Arbeiten, und Mitglied der Direktorien mehrere Eisenbahngesellschaften. Außerdem arbeitete er einen Plan für ein landesweites Telegrafennetz aus.
In Bergen wurde ein Professor Dr Ole Jacob Broch Og Hustru Wilhelmine Fredikke Født Schmidts Legat For Værdige Trængende Eldre Kvinner (Professor Dr. Ole Jacob Brochs und seiner Frau Frederikke geborene Schmidts Stiftung für würdige Not leidende ältere Damen) gegründet, das heute Professor Dr Ole Jacob Broch Og Hustru Wilhelmine Fredikke Født Schmidts Legat For Værdige Trængende (Professor Dr. Ole Jacob Brochs und seiner Frau Frederikke geborene Schmidts Stiftung für würdige Notleidende) heißt und noch in Bergen ansässig ist.

## Politik
1857 wurde Broch in den Magistrat (bystyre) von Christiania gewählt und saß zwei Perioden (1861–1869 und 1873–1876) im Leitungsgremium (formannskapet) der Stadt. 1862–1869 war er Stortingsabgeordneter für Christiania. Er leitete im Storting das Eisenbahnkomitee und war Mitglied des Militärkomitees.
Broch verließ 1869 die Universität um in die Regierung einzutreten. Er wurde Minister im Marine- und Postdepartement. Das war der Höhepunkt seiner politischen Karriere. Zeitweilig war er auch in der Stockholmer Abteilung der Unionsregierung. 1872 trat er aus der Regierung wieder aus. In der Auseinandersetzung um den Zugang der Minister zu den Stortingsverhandlungen war es zu einem Konflikt zwischen Regierung, die dafür war, und dem Storting, das entsprechende Vorlagen ablehnte. Daraufhin schlug die Regierung Stang eine Konfrontationspolitik gegen das Storting ein und sorgte dafür, dass allen Gesetzesbeschlüssen die königliche Zustimmung verweigert wurde. Diese Obstruktionspolitik wollte Broch nicht mittragen. Er sah voraus, dass das Storting den Machtkampf gewinnen und durch seine Beschlüsse die Regierung in einer Weise unter Druck setzen würde, dass man schließlich von einer „Stortingsregierung“ sprechen konnte. Broch war auch Anhänger des Skandinavismus und erster Vorsitzender der 1864 gegründeten „Skandinaviske Selskab“. Trotzdem lehnte er aus pragmatischen Gründen die Einführung der Schwedischen Krone als norwegische Währung ab und trat für die Deutsche Mark als Valuta ein.
Auf seine Initiative hin wurde am 12. Mai 1875 das Maßgesetz erlassen, das die Maße von 1824 mit Pfund und Zoll ablöste, das von Christopher Hansteen eingeführt worden war. Norwegen war das erste Land, das die Meterkonvention von Paris mit Stortingsbeschluss vom 26. Mai 1875 ratifizierte.
1879 kam er zu dem Internationalen Büro für Maße und Gewichte in Sèvres, dessen Direktor er 1883 wurde. Die Aufgabe der Standardisierung der Maßeinheiten war zu seinem Tode fast abgeschlossen.
Als 1884 das „Aprilministerium“ von Christian Homann Schweigaard zurücktrat, wurde er nach Christiania zurückgerufen, um eine Regierung zu bilden. Er wollte auch Minister der „Venstre“ in seine Regierung einbinden, was aber missglückte. Damit verabschiedete sich Broch von der Politik und ging nach Paris zurück, wo er starb.

## Ehrungen
Broch wurde für seine wissenschaftlichen und politischen Leistungen vielfach geehrt. Er war seit 1849 Mitglied der Kongelige Norske Videnskabers Selskab, der Videnskabs-Selskab in Christiania (heute Norwegische Akademie der Wissenschaften) seit deren Gründung 1857 und einer Reihe ausländischer wissenschaftlicher Gesellschaften. So war er seit 1875 korrespondierendes Mitglied der Académie des sciences. 1855 wurde er Ritter des St.-Olav-Ordens, 1866 dessen Kommandeur und 1879 erhielt er das Großkreuz. Er war Commandeur de l'Ordre national de la Légion d'honneur und Kommandeur des Nordsternordens. Nach ihm wurde die „Ole Jacob Brochs gate“ in Oslo benannt.

## Werke (Auswahl)
- Lovene for Lysets Forplantelse i isophane og eenaxig krystalliserede Legemer, Dissertation 1847.
- Lærebog i Trigonometrien. 1851
- Den rationelle Mekaniks Elementer. 1853
- Lehrbuch der Mechanik. Berlin 1854
- Lærebog i Plangeometrien. 1855
- Lærebog i Arithmetik og Algebraens Elementer. 1860.
- Statistisk Årbog for Kongeriget Norge, 1867–1871.
- Kongeriget Norge og det norske Folk, dets sociale Forhold, Sundhedstilstand, Næringsveie, Redningsvæsen, Samfærdselsmidler og Ekonomi. Beretning afgiven til Kongressen for Sundhedsforhold og Redningsvæsen i Bryssel 1876. 1876.